# Карак (округ)
Карак (урду ضلع کرک‎, англ. Karak District, пушту کرک ولسوالۍ‎) — один из 25 округов пакистанской провинции Хайбер-Пахтунхва.

## История
До 1940 года столицей Карака был город Тери.
В период между 1940 и 1982 гг. округ был частью Кохата. После 1 июля 1982 года, округ стал самостоятельной административной единицей со столицей в одноимённом городе.
В округе преимущественно проживают представители племени Хаттак (одного из крупнейших племён пуштунов).

## Административно-территориальное устройство
Округ представлен в провинциальной ассамблее Хайбер-Пахтунхвы двумя представителями от следующих округов:
- ПФ-40 (Карак-1)
- ПФ-41 (Карак-2)